# Uroš Nikolić (calciatore)
Uroš Nikolić (in serbo Урош Никoлић?; Niš, 14 dicembre 1993) è un calciatore serbo, centrocampista dello Vojvodina.

## Palmarès

### Club

#### Competizioni nazionali
- Campionato israeliano: 1

Maccabi Tel Aviv: 2019-2020
- Supercoppa d'Israele: 1

Maccabi Tel Aviv: 2020